# Brtnice
Brtnice är en stad i Tjeckien.   Den ligger i regionen Vysočina, i den centrala delen av landet, 130 km sydost om huvudstaden Prag. Brtnice ligger 518 meter över havet och antalet invånare är 3 744.
Terrängen runt Brtnice är huvudsakligen platt, men åt sydost är den kuperad.Runt Brtnice är det ganska tätbefolkat, med 120 invånare per kvadratkilometer. Närmaste större samhälle är Jihlava, 11,7 km nordväst om Brtnice. I omgivningarna runt Brtnice växer i huvudsak blandskog.